# لوحة متعددة الدرفات

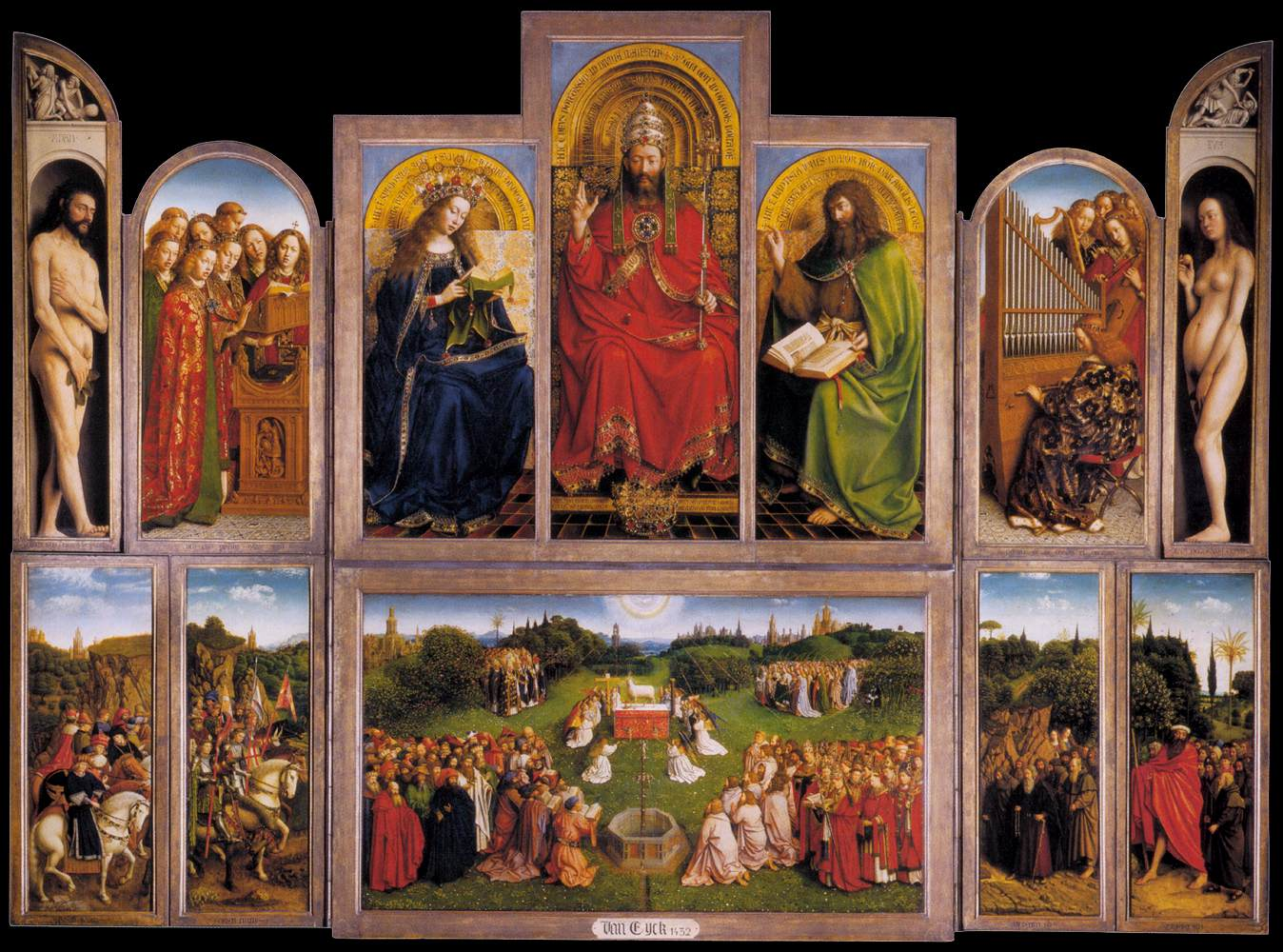
منظر مفتوح للوحة تقديس الحمل: يان فان إيك (1432). يوجد منظر مختلف عند إغلاق الأجنحة.

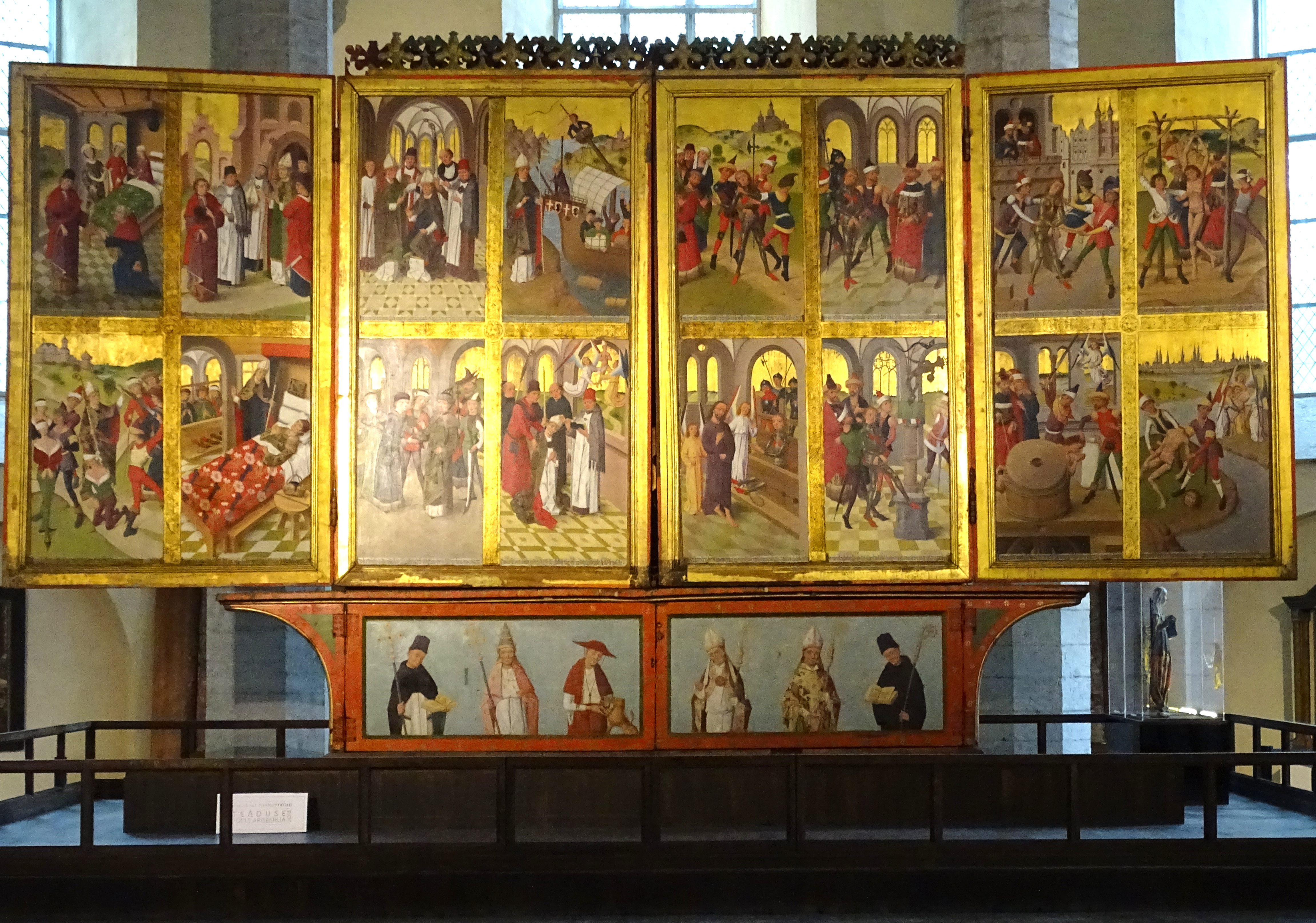
لوحة متعددة الدرفات، من إبداع مشغل لوبيك في 1478-1481، في المذبح العالي في كنيسة القديس نيكولاس في تالين، إستونيا.

تعد اللوحة متعددة الدرفات (بالإنجليزية: Polyptych)‏ (/ˈpɒlɪptɪk/ POL-ip-tik ؛من اللغة اليونانية: poly' بمعنى 'متعدد' - و 'ptychē' بمعنى 'جانب') لوحة (تكون عادةً لوحة مسطحة) تنقسم إلى عدة أقسام أو لوحات.
هناك أيضا أنواع أخرى من اللوحات: "Diptych" أي اللوحة ثنائية الدرفات، عمل فني من جزأين؛ و"Triptych" أي اللوحة ثلاثية الدرفات، عمل فني من ثلاثة أجزاء؛ وتتكون اللوحة رباعية الدرفات "Quadriptych" من أربعة أجزاء، وهكذا.

## أمثلة
- The Stefaneschi Polyptych، ت. 1320، بواسطة جيوتو
- تقديس الحمل في عام 1432 من قبل هوبرت فان إيك ويان فان إيك
- الدينونة الأخيرة (لوشنر) 1435 لستيفان لوشنر
- Polyptych of the Misericordia (1445–1462) بريشة بييرو ديلا فرانشيسكا [4]
- Polyptych-of-Saint-Augustine بقلم بييرو ديلا فرانشيسكا
- لوحة المذبح لمدينة بون (1450) بريشة روجير فان در فايدن
- القديس أوغسطين بوليبريتش (1470) بواسطة بيروجينو
- لوحات سانت فنسنت (1470-1480) لنونو غونسالفيس
- لوحة مونتي سان مارتينو المذبحية (1471 كاليفورنيا)، بواسطة كارلو كريفيلي
- سانت دومينيك بوليبريتش (1506-1508) بواسطة لورينزو لوتو
- ألتاربيس إيسنهايم 1512-1516 ماتياس غرونوالد
- تحفة كوهين من بايوشوك هي رباعية